# Tuuli Takala
Tuuli Takala (* 1987 in Helsinki) ist eine finnische klassische Sängerin und Opernsopranistin.

## Leben
Takala wurde 1987 in eine musikalische Familie in Helsinki, Finnland, geboren. Sie begann ihre musikalische Ausbildung im Alter von fünf Jahren mit der Geige, die fast 15 Jahre lang ihr Hauptinstrument blieb. Seit ihrem sechsten Lebensjahr singt sie auch in verschiedenen Chören, darunter der renommierte Tapiola-Chor und das EMO-Ensemble.
Takala studierte an der Sibelius-Akademie in Helsinki. Zunächst nahm sie am Programm für Musikerziehung teil und studierte Gesang unter der Leitung der Sopranistin Aulikki Eerola. Dann erweiterte sie ihre Gesangsausbildung bei der Sopranistin Ritva-Liisa Korhonen an der Metropolia Fachhochschule in Helsinki und am Opernprogramm der Sibelius-Akademie, wo sie einen Master of Music erwarb.

## Karriere
Einem breiten Publikum bekannt wurde Tuuli Takala, nachdem sie im Sommer 2013 zwei renommierte nationale Gesangswettbewerbe gewonnen hatte: den Timo Mustakallio -Wettbewerb und den Kangasniemi-Gesangswettbewerb, gefolgt von ihrem triumphalen Profi-Debüt an der Finnischen Nationaloper in der Rolle der Königin der Nacht in Mozarts Zauberflöte. Tuuli Takalas internationales Bühnendebüt folgte zwei Jahre später, 2015, als sie an der Semperoper Dresden in deren Neuproduktion von W.A. Mozarts Oper Die Hochzeit des Figaro zu sehen war. Im selben Jahr war sie auch Finalistin und Empfängerin von zwei Sonderpreisen beim 34. Internationalen Hans-Gabor-Belvedere -Gesangswettbewerb in Amsterdam.
Danach trat Takala an vielen der führenden Opernhäuser Europas auf, darunter das Royal Opera House London (Covent Garden), das Opernhaus Zürich, die Staatsoper Berlin, das Bolschoi-Theater Moskau, die Deutsche Oper Berlin, die Hamburgische Staatsoper, die Volksoper Wien und die Komische Oper Berlin. Seit der Spielzeit 2015/16 ist Tuuli Takala auch ständiges Ensemblemitglied an der Semperoper Dresden.
Zu Takalas bemerkenswertesten Rollen gehören die Königin der Nacht (Die Zauberflöte), Lucia (Lucia di Lammermoor), Gilda (Rigoletto), Violetta Valéry (La Traviata), Sophie (Der Rosenkavalier), Marguerite (Gounods Faust), Susanna (Die Hochzeit des Figaro), Marzelline (Fidelio), La Contessa di Folleville (Die Reise nach Reims) und Olympia (Hoffmanns Erzählungen).
Tuuli pflegt eine langjährige künstlerische Zusammenarbeit mit den Savonlinna Opernfestspielen. Nachdem sie als Studentin im Opernfestspielchor sang (2011–2012), begeisterte sie dort das Publikum als Königin der Nacht in Die Zauberflöte (2014), Barbarina in Die Hochzeit des Figaro (2015 als Teil des Gast-Ensembles der Semperoper Dresden), Zerlina in Don Giovanni (2016), Gilda in Verdis Rigoletto (2017) und als Marguerite in Gounods Faust (2018). Im Jahr 2019 sang sie dort als Sopransolistin in W.A. Mozarts Großer Messe in c-Moll.

## Ehrungen
- 2013 – Sonderpreis des Arnold Schönberg Center und Finalistin des 8. Internationalen Hilde-Zadek-Gesangswettbewerbs, Wien, Österreich
- 2013 – Gewinnerin des Timo Mustakallio -Wettbewerbs
- 2013 – 1. Preis beim Kangasniemi Gesangswettbewerb
- 2013 – Medaille des Sibelius-Geburtsortes (Sibelius-Gesellschaft von Hämeenlinna, Finnland[3])
- 2014 – Junge Künstlerin des Jahres 2014 (Stiftung Pro Musica, Finnland)
- 2015 – 2 Sonderpreise und Finalistin beim 34. Internationalen Hans-Gabor-Belvedere -Gesangswettbewerb, Amsterdam, Niederlande
- 2018 – Ernennung zur "Sängerin des Jahres" (1. AINO-Operngala, Finnland)[4]
- 2018 – Preisträgerin des Curt Taucher -Preises (Semperoper-Stiftung, Dresden, Deutschland)[5]